# Elizabeth O'Farrell
Elizabeth O'Farrell (en irlandés: Éilís Ní Fhearghail; Dublín, 5 de noviembre de 1883 – 25 de junio de 1957) fue una enfermera irlandesa, republicana y miembro de Cumann na mBan. Es más conocida por liderar la rendición en el Alzamiento de Pascua de 1916.

## Primeros años de vida
Elizabeth O'Farrell nació el 5 de noviembre de 1883 en City Quay, Dublín. Era hija de Christopher O'Farrell, que trabajaba en la imprenta Armstrong, y de Margaret Kenneah, ama de llaves. Fue educada por las Hermanas de la Misericordia. Su padre murió cuando ella era joven y la enviaron a trabajar. Consiguió un trabajo en la imprenta Armstrong, en Amiens Street. Su madre llevaba una pequeña tienda en City Quay, Dublín.
Pertenecía a las cofradías del Sagrado Corazón de Jesús y de Abstinencia Total. Al terminar su educación se convirtió en comadrona y se unió al Hospital materno nacional de Dublín tras participar en el Alzamiento de Pascua de 1916. Formó parte de la Liga Gaélica y aprendió a hablar irlandés con fluidez. En 1906 se incorporó a Inghinidhe na hÉireann junto a su amiga de toda la vida (y muy probablemente amante y compañera romántica) Julia Grenan. Posteriormente se unió a Cumann na mBan, la rama femenina de los Voluntarios Irlandeses, tras su creación en 1914.

## Alzamiento de Pascua
O'Farrell actuó como mensajera antes y durante el Alzamiento de Pascua de 1916. El lunes de Pascua fue enviada a Athenry para entregar un mensaje. Al regresar se presentó con su amiga de toda la vida y también enfermera, Julia Grenan, en la Oficina General de Correos (GPO, por sus siglas en inglés). Las enviaban cada semana por las calles de Dublín afectadas por los enfrentamientos con mensajes, alimentos y munición escondida en sus largas faldas a las estaciones de Boland's Mill, Powers' Distillery, Jacobs' Factory, St. Stephen's Green y Four Courts. Junto con Grenan, también atendió a los heridos, entre ellos James Connolly. Las mujeres y los heridos fueron evacuados del GPO el viernes de Semana Santa, pero O'Farrell, Grenan y Winifred Carney se quedaron con el resto de las tropas, que se retiraron a una casa cercana en Moore Street.
El sábado, Patrick Pearse eligió a Elizabeth O'Farrell para pedirle al general de brigada Lowe sus condiciones de rendición. A las 12:45 del mediodía le entregaron una insignia de la Cruz Roja y una bandera blanca y le pidieron que entregara la rendición al ejército británico. Apareció en medio de un intenso tiroteo en Moore Street, que disminuyó cuando vieron su bandera blanca. La llevaron ante el general de brigada William Lowe quien la envió de regreso a Pearse, al número 16 de Moore Street, con la exigencia de rendición incondicional. Pearse aceptó y, acompañado por O'Farrell, se entregó en persona al general Lowe. Una fotografía muy conocida muestra a Pearse enfrentándose al General Lowe en la parte superior de Moore Street. Justo antes de que se tomara la fotografía, O'Farrell dio un paso atrás. En la fotografía original se ven sus pies junto a los de Pearse. Esta fotografía fue publicada 10 días después en el periódico Daily Sketch. En reproducciones posteriores sus pies fueron borrados con aerógrafo. Esto ha llevado a algunos comentaristas modernos a afirmar que fue "borrada de la historia". Sin embargo, el papel de O'Farrell en la rendición fue tratado en detalle en libros publicados a lo largo del siglo XX, como The Irish Republic (1937) de Dorothy Macardle, The Easter Rebellion (1963) de Max Caulfield y The Easter Rising (1999) de Foy y Barton.

## Repercusiones
Acompañada por un sacerdote y tres soldados, O'Farrell llevó la orden de rendición, firmada por Pearse, a las unidades del Ejército Voluntario y Ciudadano en Four Courts, el Colegio de Cirujanos, Boland's Mill y Jacobs' Factory. Lowe le dio su palabra de que no sería retenida como prisionera después de entregar las órdenes de rendición.
Posteriormente O'Farrell fue llevada al hospital del Castillo de Dublín, donde la despojaron de su ropa y sus pertenencias y fue obligada a pasar allí una noche. Al día siguiente la llevaron al cuartel de Ship Street y le informaron de que la enviarían a la cárcel de Kilmainham, donde permanecería prisionera. O'Farrell y otros prisioneros fueron escoltados al cuartel de Richmond. Fue entonces cuando O'Farrell vio a Columbus, de Church Street, que la había acompañado a Four Courts la tarde del 29 de abril. Le dijo que informaría al general Lowe sobre su situación.
Fue enviada a la cárcel de Kilmainham, de la que fue liberada poco después. El general Lowe envió un coche para llevar a O'Farrell al Castillo de Dublín para reunirse con él. El general Lowe se disculpó por su detención y le proporcionó una carta de su puño y letra en caso de que tuviera más problemas con los militares.

## La vida después del Alzamiento
O'Farrell pasó el resto de su vida trabajando como comadrona y enfermera en el Hospital materno nacional de Dublín. Cuando el gobierno irlandés permitió que la Oficina de Historia Militar comenzara a recopilar la historia oral del período de la revolución irlandesa con fines históricos, O'Farrell se negó a participar, declarando: "Todos los gobiernos desde 1921 han traicionado a la República".
En los años cincuenta pronunció discursos en nombre del movimiento republicano y recaudó fondos para los presos republicanos.
Elizabeth murió el 25 de junio de 1957 mientras estaba de vacaciones en Fatima House en Bray, del Condado de Wicklow, y está enterrada en el cementerio de Glasnevin junto a Julia Grenan, en la zona reservada para republicanos.
Hoy en día se considera que Isabel y Julia eran pareja sentimental. La gran cercanía que demostraban, el hecho de que vivieran juntas durante 30 años, que ninguna de ellas se casara con un hombre y que fueran enterradas una al lado de la otra se consideran indicadores de una relación más íntima de lo que se afirmaba públicamente. De manera similar, sus camaradas en el Alzamiento de 1916, Kathleen Lynn y Madeleine ffrench-Mullen, también son consideradas pareja "no declarada", al igual que Margaret Skinnider y Nora O'Keeffe, todas las cuales aparecieron, junto con Eva Gore-Booth entre otras, en un documental de TG4 de 2023 sobre "mujeres queer radicales en el corazón de la Revolución Irlandesa": Croíthe Radacacha (Corazones Radicales).

## Conmemoraciones

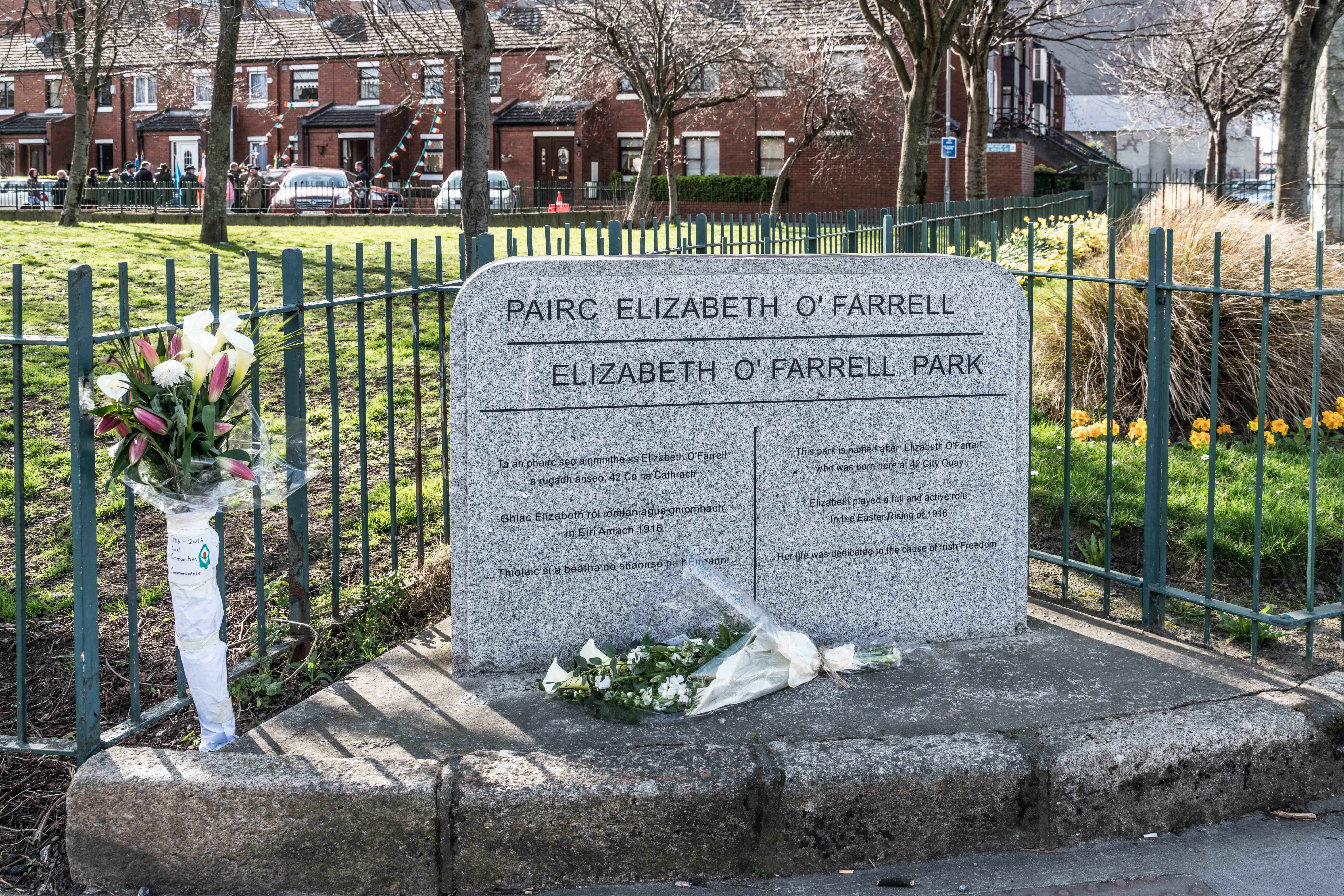
Monumento en el parque Elizabeth O'Farrell, Dublín

Diez años después de su muerte, en 1967, se creó la Nurse Elizabeth O'Farrell Foundation para ayudar a pagar estudios de posgrado en enfermería. También se inauguró una placa conmemorativa en el Hospital materno nacional de Dublín, donde se formó como comadrona entre 1920 y 1921. Cada año, el hospital otorga a un estudiante el premio conmemorativo 'Elizabeth O'Farrell', una medalla de plata otorgada a un estudiante de partería que sobresale académicamente en sus exámenes finales de obtención del permiso para ejercer.
En 2003 se inauguró otra placa en su memoria en el parque City Quay, cerca de la zona donde nació O'Farrell. En 2012, lo que en un principio se conocía como el parque City Quay, ahora se conoce como el parque Elizabeth O'Farrell, en Sir John Rogersons Quay, Dublín.
En 2016 RTÉ emitió una serie de televisión que ofrecía información sobre el Alzamiento con motivo de su centenario. La serie, llamada Réabhlóid (en español: 'Revolución') contó con cuatro episodios, el último de los cuales conmemoraba a la enfermera O'Farrell. El episodio 4 – 'Famosa e invisible' cuenta la historia del papel de O'Farrell en la rendición y analiza cómo supuestamente fue borrada del origen de la rendición. En este episodio también se analiza a otros personajes menos conocidos del alzamiento de 1916.